# Хајнцова телашца
Хајнцова телашца су инклузије у ћелијама црвених крвних зрнаца настале од денатурисаног хемоглобина

## Историја
Ова телашца је 1890. године открио немачки научник Роберт Хајнц. Он их је описао као инклузије повезане са случајевима хемолитичке анемије.

## Настанак
Хајнцова телашца се јављају као мале округле инклузије унутар ћелије црвених крвних зрнаца.
Настају оштећењима компоненти молекула хемоглобина, најчешће оксидацијом, или променом једног аминокиселинског остатка. Ово доводи до тога да електрон са хемоглобина прелази на молекул кисеоника, чиме настају реактивне врсте кисеоника који могу да нанесу озбиљна оштећења ћелији и да доведу разградње ћелије Оштећене ћелије чисте макрофаги у слезини, где се оне уклањају. Процес денатурације је неповратан и стална елиминација оштећених ћелија доводи до анемије.
Постоји неколико узрока који доводе до оштећења хемоглобина. 
- недостатак NADPH који може да доведе до дисфункције глутатион пероксидазе, ензима који претвара водоник пероксиде (реактивне врсте кисеоника) у воду.
- недостатак G6PD (Глукоза-6-фосфат дехидрогеназа) настао услед употребе оксидативних лекова.
- услед хроничних болести јетре